# Charles de Coux
Le conde Charles de Coux ( Lubersac, departamento de Corrèze, en la región de Lemosín, 25 de marzo de 1787 - Guérande, en la región de Países del Loira, departamento de Loira Atlántico, en el distrito de Saint-Nazaire16 de enero de 1864) fue un economista francés militante de la corriente liberal en  el cristianismo social se opuso a la tendencia realista.
Considerado por Paul Misner como  "la primera manifestación clara del catolicismo social en Francia."

## Biografía
En 1831, Charles de Coux fundó junto con Henri Lacordaire y Charles de Montalembert una  escuela gratuita en  París, a pesar del monopolio estatal de la enseñanza impuesto en estas fechas como consecuencia de la Revolución Francesa.
En 1834 fue nombrado catedrático de economía política  en la Universidad católica de Malinas,  profesó una amistad duradera con Charles Périn. A mediados de 1845 regresa a París para dirigir el diario católico L'Univers.
colaborador en  L’Ère nouvelle y fundador de L’Avenir, diario emergente del catolicismo liberal en Francia.
Su sucesor en Lovaina fue su amigo personal Charles Périn.

## Pensamiento económico y social
Al enunciar el principio económico de la plusvalía se anticipa a Karl Marx, mientras que su compañero Montalembert hace campaña por descanso semanal e interviene para limitar el trabajo infantil. Influenciado por Félicité Robert de Lamennais, asistió a hombres como Lacordaire, Montalembert, Gerbet o Ozanam, todos los partidarios de la libertad de pensamiento tras los sucesos de 1789. Preocupado por el impacto del capitalismo sobre los trabajadores, les propuso  emplear sus votos reivindicando democráticamente sus derechos enfrentados a los del capital. Aunque sus planteamientos políticos son liberales se muestra contrario a las consecuencias del liberalismo económico.